# Pittosporum virgatum
Pittosporum virgatum là một loài thực vật thuộc họ Pittosporaceae. Đây là loài đặc hữu của New Zealand.